# Fire Music
Albums de Archie Shepp
Four for Trane
(1964) On This Night
(1965)
Fire Music est un album d'Archie Shepp enregistré en 1965 sur le label Impulse!.

## Titres
| No | Titre                            | Durée |
| -- | -------------------------------- | ----- |
| 1. | Hambone                          | 12:29 |
| 2. | Los Olvidados                    | 8:54  |
| 3. | Malcolm, Malcolm, Semper Malcolm | 4:49  |
| 4. | Prelude to a Kiss                | 4:51  |
| 5. | The Girl from Ipanema            | 8:37  |
| 6. | Hambone (Titre bonus)            | 11:51 |

## Composition du groupe
- Archie Shepp : saxophone ténor
- Ted Curson : trompette
- Virgil Jones : trompette
- Joseph Orange : trombone
- Ashley Fennell : trombone
- Marion Brown : saxophone alto
- Reggie Johnson : contrebasse (excepté sur le morceau N°3)
- Joe Chambers : batterie(excepté sur le morceau N°3)
- David Izenzon : contrebasse (sur le morceau N°
- J.C.Moses : batterie (sur le morceau N°3)

## Sources
- (en) Fire Music sur allmusic.com